# Rômulo Almeida
Rômulo Barreto de Almeida (Salvador, 18 de agosto de 1914 — Belo Horizonte, 23 de novembro de 1988) foi um político, economista, escritor e professor brasileiro. Notabilizou-se como pensador e agente do desenvolvimentismo, do municipalismo e da integração latino-americana. Como assessor econômico do último governo de Getúlio Vargas, coordenou a elaboração de instituições como a Petrobras, a futura Eletrobrás, o Banco do Nordeste do Brasil (do qual se tornou o primeiro presidente), a Superintendência do Desenvolvimento do Nordeste (Sudene), a Superintendência do Plano de Valorização Econômica da Amazônia (SPVEA) e a Coordenação de Aperfeiçoamento de Pessoal de Nível Superior (CAPES), além do Plano Nacional do Carvão. Responsável por projetar o Centro Industrial de Aratu, o Porto de Aratu, o Polo Petroquímico de Camaçari e a Companhia de Eletricidade da Bahia, bases da atual economia do Estado, inaugurou no Brasil, como Secretário da Fazenda da Bahia, o planejamento sistemático de nível estadual. Foi consultor informal do II Plano Nacional de Desenvolvimento, no Governo Ernesto Geisel. Era considerado o melhor coordenador de equipes de alta performance do Brasil.

## Biografia

### Primeiros anos e formação
Nascido em Salvador, capital baiana, bacharelou-se no ano de 1933 em Direito pela Faculdade de Direito da Bahia, vinculada à Universidade Federal da Bahia (UFBA). Apesar da formação em Direito, partiu para outras áreas, passando a atuar na área de planejamento e desenvolvimento econômico.
Desde sua formação ginasial, influenciado pelo primo integralista Isaías Alves, desenvolveu um forte nacionalismo, concentrando sua atenção no problema da soberania nacional. Inicialmente anti-integralista, o contato com integralistas após sua transferência ao Rio de Janeiro levou-o a ingressar em 1935 à Ação Integralista Brasileira (AIB), liderada por Plínio Salgado. Fazia parte da corrente "Boitatá", caracterizada pela ênfase no nacionalismo e no sindicalismo. Após o Golpe do Estado Novo, desenvolveu trabalhos de agitação política integralista, ao lado de Abdias do Nascimento e outros, o que os levou à prisão. Tendo sua permanência no Rio tornado-se então insuportável, retornou à Bahia.

### Carreira
No ano de 1941, indicado por Mário Augusto Teixeira de Freitas, como fuga às perseguições políticas que sofria, tornou-se diretor do Departamento de Geografia e Estatística do Acre. Entre os anos de 1942 e 1943, atuou como professor substituto da Faculdade de Ciências Econômicas e Administrativas do Rio de Janeiro (FACC), instituição vinculada a Universidade Federal do Rio de Janeiro (UFRJ).
No ano de 1946, atuou como assessor da Comissão de Investigação Econômica e Social da Assembleia Nacional Constituinte.
Entre os anos de 1948 e 1949 - no contexto da política do Big Stick - participou de diversas subcomissões da Comissão Mista Brasil/Estados Unidos para o Desenvolvimento Econômico, conhecida como Missão Abbink, que retomou a cooperação econômica iniciada pela Missão Cooke, enviada pelo presidente Franklin D. Roosevelt durante a Segunda Guerra Mundial. A nova comissão era liderada por John Abbink, pelo lado americano, e Otávio Gouveia de Bulhões, pelo brasileiro.
No início da década de 1950, Rômulo Almeida atuou como economista da Confederação Nacional da Indústria (CNI) e filiou-se ao Partido Trabalhista Brasileiro (PTB) de Getúlio Vargas de orientação nacionalista e trabalhista. Mesmo assim, declarou-se então contra o getulismo e o queremismo, afirmando que ingressava no partido por suas convicções.

#### Participação sob Vargas II (1951-1954)
No início do segundo governo Vargas, em 1951, integrou o Gabinete Civil da Presidência da República, tendo sido encarregado de organizar a Assessoria Econômica da Presidência da República (AERP). Ainda em 1951, tornou-se membro do conselho consultivo da Companhia Hidrelétrica do São Francisco (Chesf), função que exerceu até 1966.

O economista Wilson Cano, em seu trabalho Crise e industrialização no Brasil entre 1929 e 1954: A reconstrução do Estado nacional e a política nacional de desenvolvimento, publicado em 2015 na Revista de Economia Política, descreve a atuação da AERP, mais especificamente de Rômulo e seus colegas Cleanto Paiva Leite, Jesus Soares Pereira, Ignácio Rangel e Tomás Pompeu da seguinte forma:
| “ | O trabalho desses homens foi, sem sombra de dúvida, admirável. Mais ainda, suas condutas pessoais para com a Nação e para o Estado, como autênticos servidores públicos, foram exemplares. A obra de 'remodelação' do Estado Nacional dando-lhe a necessária sobrevida na administração e no planejamento públicos, a necessária interação Estado-Empresário, a ideia permanente sobre a defesa dos interesses nacionais, a construção de estudos e projetos que transcenderam aquele momento e se estenderam ao futuro, são algumas das lições que nos deixaram. O país, sem dúvida, muito deve a eles. | ” |

A partir de 1953, tornou-se consultor econômico da Superintendência da Moeda e do Crédito (Sumoc), autoridade monetária antecessora do Banco Central do Brasil (BC); nesse mesmo ano, assumiu a presidência do Banco do Nordeste (BNB), em que  idealizou, concebeu e participou da sua implementação. Após o suicídio de Vargas, em 1954, demitiu-se do cargo.

#### Pós-Vargas e Ditadura Militar
Em outubro de 1954 elegeu-se deputado federal pela Bahia, na legenda do PTB.  Em abril de 1955, porém, deixou a Câmara para tornar-se Secretário da Fazenda da Bahia. Nesse mesmo ano, criou e presidiu a Comissão de Planejamento Econômico (CPE).
No ano de 1957, criou e presidiu o Fundo de Desenvolvimento Agroindustrial da Bahia e foi nomeado vice-presidente da Rede Ferroviária Federal. Reassumiu seu mandato na Câmara em julho desse mesmo ano, exercendo-o até dezembro. No período de 1957 a 1959 reorganizou o Instituto de Economia e Finanças da Bahia e nesse último ano, já durante o governo de Juraci Magalhães, foi secretário para Assuntos do Nordeste em seu estado. Representou também a Bahia na Superintendência de Desenvolvimento do Nordeste (Sudene). Posteriormente, nomeado secretário de Economia, elaborou o projeto da Companhia de Energia Elétrica da Bahia (Coelba).
Foi diretor da Companhia Ferro e Aço de Vitória e, em 1961, foi representante do Brasil junto à Comissão Internacional da Aliança para o Progresso, da qual se exoneraria em 1966.
Após o golpe militar de 1964, filiou-se ao Movimento Democrático Brasileiro (MDB). Concorreu ao Senado pela Bahia no ano de 1978, mas foi derrotado por Lomanto Júnior, da Aliança Renovadora Nacional (ARENA).
Com a extinção do pluripartidarismo em 29 de novembro de 1979 e a consequente reformulação partidária, vinculou-se à corrente trabalhista liderada por Leonel Brizola. Quando  Almeida perdeu a sigla do PTB para Ivete Vargas, filiou-se ao Partido do Movimento Democrático Brasileiro (PMDB). Nas eleições estaduais na Bahia em 1982, candidatou-se ao cargo de vice-governador da Bahia na chapa de Roberto Santos, mas foram derrotados por João Durval Carneiro e Edvaldo de Oliveira Flores (PDS).
Atuou como professor em diversas instituições como a Faculdade de Ciências Econômicas da Universidade Federal da Bahia, da Escola de Comando e Estado-Maior da Aeronáutica, do Curso de Planejamento do Departamento Administrativo do Serviço Público (Dasp) e da Escola Brasileira de Administração Pública da Fundação Getulio Vargas (FGV).
Foi diretor da Fundação da Casa Popular, o primeiro órgão federal brasileiro na área de moradia, com a finalidade de centralizar a política de habitação. Foi também diretor da Companhia Brasileira de Petróleo Ipiranga, da Empreendimentos Bahia S.A. e da Elétrico-Siderúrgica Bahia S.A., além de presidir a Consultoria e Planejamento Clan S.A., voltada à elaboração de projetos para o desenvolvimento econômico da Bahia e do Nordeste. Ainda atuou como membro do conselho diretor do Instituto Brasileiro de Administração Municipal (Ibam).
Presidente de honra do PMDB baiano, em 1985, foi nomeado, no início do governo José Sarney, diretor de planejamento da área industrial do Banco Nacional de Desenvolvimento Econômico e Social (BNDES).
Notável ainda sua participação na idealização do Polo Petroquímico de Camaçari, do Porto e do Centro Industrial de Aratu, que hoje são as bases da indústria baiana e que levou o estado para a era da industrialização, bem como no planejamento e desenvolvimento de obras importantes para a Bahia, a exemplo da Chesf e a BR-116 (Rio-Bahia). Além de que, ter participado, nos anos 1950, da criação da Petrobras.

## Vida pessoal
Foi casado com Francisca Aguiar Almeida, com quem teve três filhos.

## Morte
Rômulo Almeida morreu em 23 de novembro de 1988, aos 74 anos, na capital mineira de Belo Horizonte.

## Legado
Dada sua importância biográfica, foi diversas vezes homenageado em universidades, sessões políticas e instituições civis na Bahia e em Brasília.
No ano de 2007, o presidente da Petrobras, Sergio Gabrielli batizou a Usina Termelétrica de Camaçari em homenagem de Rômulo.

## Trabalhos publicadas
Entre outras obras publicou:
- A experiência brasileira de planejamento, orientação e controle da economia.[49]
- Educação num país em processo inicial de desenvolvimento.[50]
- Novas medidas internacionais em prol do desenvolvimento econômico.[51]
- Petroquímica na economia nacional.[52]
- O Nordeste no Segundo Governo Vargas.[51]
- Finanças estaduais e serviços fazendários.[52]
- Pastas Rosas.[53]